# 刃形斑皿蛛
刃形斑皿蛛（学名：Lepthyphantes cultellifer）为皿蛛科斑皿蛛属的动物。在中国大陆，分布于甘肃等地。该物种的模式产地在甘肃。